# Puumala
Puumala är en kommun i landskapet Södra Savolax i Finland. Puumala har 2 446 invånare och har en yta på 1 237,75 km².
Puumala är enspråkigt finskt.

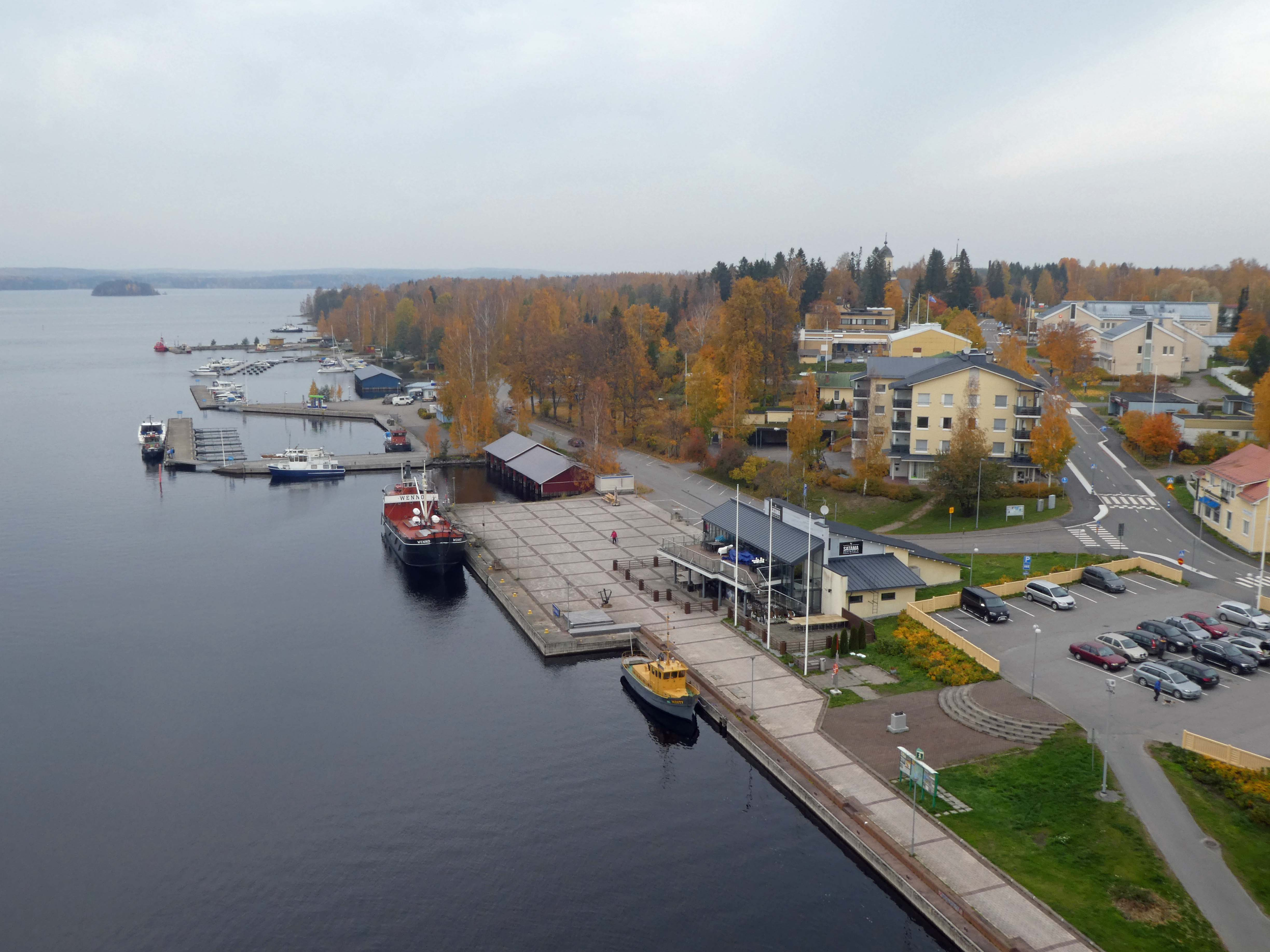
Puumala hamn och by 2018. Finland.

Ahoinpelto är en egendom på udden Kitulanniemi, cirka 2,5 km sydsydost om centralorten Puumala kyrkoby.
År 1788 lät Gustav III i hemlighet till kosacker utklädda svenska soldater anfalla en svensk postering i gränsområdet, för att på så vis provocera fram det av honom så önskade kriget mot Ryssland, vilket också lyckades.
Viruset puumalavirus är namngivet efter orten.

## Politik

### Mandatfördelning i Puumala kommun, valen 1976–2021
| 6 | 12 | 1 | 2 |

| 5 | 12 | 1 | 3 |

| 5 | 1 | 12 | 3 |

| 5 | 1 | 10 | 1 | 4 |

| 5 | 11 | 1 | 4 |

| 7 | 10 | 1 | 3 |

| 5 | 12 | 1 | 3 |

| 6 | 11 | 1 | 3 |

| 14 | 7 |

| 5 | 10 | 2 | 4 |

| 16 | 5 |

| 4 | 3 | 11 | 1 | 2 |

| 17 | 4 |

| 5 | 3 | 10 | 1 | 2 |

| 14 | 7 |

| 5 | 2 | 9 | 1 | 2 |

| 13 | 6 |

## Befolkningsutveckling
| Befolkningsutvecklingen i Puumala kommun 1975–2020                                                           | Befolkningsutvecklingen i Puumala kommun 1975–2020 | Befolkningsutvecklingen i Puumala kommun 1975–2020 | Befolkningsutvecklingen i Puumala kommun 1975–2020 | Befolkningsutvecklingen i Puumala kommun 1975–2020 |
| --- | -------------------------------------------------- | -------------------------------------------------- | -------------------------------------------------- | -------------------------------------------------- |
| |                                                    |                                                    |                                                    |                                                    |
| År |                                                    |                                                    | Folkmängd                                          |                                                    |
| 1975 | 1975                                               |                                                    | 3 924                                              |                                                    |
| 1980 | 1980                                               |                                                    | 3 686                                              |                                                    |
| 1985 | 1985                                               |                                                    | 3 595                                              |                                                    |
| 1990 | 1990                                               |                                                    | 3 431                                              |                                                    |
| 1995 | 1995                                               |                                                    | 3 251                                              |                                                    |
| 2000 | 2000                                               |                                                    | 3 041                                              |                                                    |
| 2005 | 2005                                               |                                                    | 2 807                                              |                                                    |
| 2010 | 2010                                               |                                                    | 2 477                                              |                                                    |
| 2015 | 2015                                               |                                                    | 2 260                                              |                                                    |
| 2020 | 2020                                               |                                                    | 2 137                                              |                                                    |
| Anm: Uppgifterna avser förhållandena den 31 december nämnda år enligt områdesindelningen den 1 januari 2022. |                                                    |                                                    |                                                    |                                                    |